# Мъглите на Авалон
Мъглите на Авалон (на английски: The Mists of Avalon) е роман от Марион Зимър Брадли. Това е последният, пети роман от поредицата за Авалон, написан от Марион Брадли. Романът е написан дълго преди останалите от поредицата, въпреки че действието се развива след тях. „Мъглите на Авалон“ е издаден на английски език през 1983 г. Всички останали романи от поредицата са написани в съавторство или изцяло от Даяна Пексън и са издадени след 1993 г. За разлика от тях, „Мъглите на Авалон“ е изцяло дело на Марион Зимър Брадли.
В романа е описана легендата за крал Артур от страна на женските персонажи от историята. Основно място в действието в книгата играе Моргана Ле Фей, сестрата на крал Артур, която се бори за запазването на старата вяра, която привържениците на християнството се опитват да унищожат. Важна роля имат и другите жени от легендата — Гуинивир, Вивиан и Моргейз; докато крал Артур и рицарите на Кръглата маса са по-скоро второстепенни герои в историята на книгата.
„Мъглите на Авалон“ силно се отличава от другите произведения, разказващи легендата за крал Артур. За разлика от тях, където Моргана е по-скоро отрицателен герой, тук тя е водещ персонаж и историята е описана от нейната гледна точка. Всички битки и вражди на крал Артур са пресъздадени от гледна точка на трудностите, които донасят в живота на жените от легендата.
По книгата е заснет и филм.